# Saint-Julien-la-Genête
Saint-Julien-la-Genête è un comune francese di 246 abitanti situato nel dipartimento della Creuse nella regione della Nuova Aquitania.

## Società

### Evoluzione demografica
Abitanti censiti